# Lenzburg (Illinois)
Lenzburg – wieś w Stanach Zjednoczonych, w stanie Illinois, w hrabstwie St. Clair.